# 鄉里制
鄉里制，是中國古代農村社會基層組織體系，即縣下有鄉，鄉下有里，乡设有秩、嗇夫、乡佐、游徼等官员，里設有“里君”、“里人”等管理人員。其制度可以追溯至西周时期。《書經·周書·畢命》曰：“康王命作冊畢，分居里，成周郊，作《畢命》。”。顾炎武说：“汉时……爰延为外黄乡啬夫，仁化大行，民但闻啬夫，不知郡县。”
鄉里組織體系起於秦漢，止於隋唐時期。秦漢至隋唐的「鄉里制」，歷經千餘年，在歷史變遷中有繼承又有發展，各朝之間其具體形式不盡相同，但其實質內容都是一樣的。其特點主要有以下三點：第一，職官與長者並用。既設立行政官吏，又注意發揮地方長老作用。第二，刑禁與教化並施。對居民既施行什伍連坐，又進行以「孝」、「悌」為核心內容的教育感化。第三，秩序制和晉升制於一體，形成「宰相起於州部，猛將出於卒伍」的運行機制。
鄉里制作為集行政、教化、司法、自我管理和監督於一身的基層組織體系，其職能有四個方面：一是利用地方長老進行「教化」活動，使封建倫理道德深入鄉民；二是管理戶籍，征斂賦稅和徭役；三是維護社會治安，以什伍連坐法的強力措施，達到維持社會穩定的目的；四是通過「鄉舉里送」，向朝廷推薦官吏。
鄉里組織在唐末藩鎮壓混戰和農民大起義中瓦解。在鄉村組織體系中，取而代之的是源於北宋的「保甲制」，並一直沿襲到清代。事實上熙寧變法前宋仍承前朝行鄉里制，民眾籍貫往往包括州縣鄉里。南宋時，因實行保甲制，有的地方取消里，改為鄉都（都保）兩級，有的地區都與里並行，有的地區仍然維持鄉里制。